# Come vorrei (Vasco Rossi)
Come vorrei è un singolo del cantautore italiano Vasco Rossi, il quarto estratto dal diciassettesimo album in studio Sono innocente e pubblicato il 24 ottobre 2014.

## Video musicale
Il videoclip è stato pubblicato in contemporanea con l'uscita del singolo: è girato in bianco e nero presso la Diga di Ridracoli e nel Parco nazionale delle Foreste Casentinesi.

## Tracce
1. Come vorrei – 4:16

## Formazione
- Vasco Rossi – voce
- Vince Pastano – chitarra, cori
- Claudio Golinelli – basso
- Celso Valli – tastiera
- Glen Sobel – batteria
- Clara Moroni, Andrea Innesto, Frank Nemola – cori

## Classifiche
| Classifica (2014) | Posizione massima |
| ----------------- | ----------------- |
| Italia            | 7                 |